# Cosco Tower
Cosco Tower é um arranha-céu, actualmente é o 159º arranha-céu mais alto do mundo, com 228 metros (748 ft). Edificado na cidade de Hong Kong, China, foi concluído em 1998 com 53 andares.